# Union internationale des radioamateurs
L’Union internationale des radioamateurs (IARU)  est une confédération internationale d'organisations radioamateurs nationales qui établit un forum d'affaires courantes et de représentation  collective au sein de l'Union internationale des télécommunications (UIT). L'IARU sous le nom d'Union Internationale des Amateurs de TSF a été formée en 18 avril 1925 pendant son premier Congrès à Paris .
À l'époque actuelle, c'est la date (18 avril) à laquelle est célébrée la Journée des radioamateurs. Le protocole fut écrit en trois langues : anglais, français et espéranto.

## Organisation

Les trois régions

L'IARU est organisée en trois régions:
- Région 1 - Europe, l'ouest du Moyen-Orient, Afrique, le nord de l'Asie.
- Région 2 - Amériques et au Groenland.
- Région 3 - Océanie et la plupart de l'Asie, (Australie, des îles du Pacifique, plus Hawaï).